# 社畜人ヤブー
『社畜人 ヤブー』（しゃちくじん ヤブー）は、那智泉見による日本の漫画作品。
2025年4月から6月まで、BS松竹東急にてテレビドラマが放送された。

## 書誌情報
- 那智泉見（PHP研究所）
  - 『社畜人 ヤブー』、2015年11月24日発売、ISBN 978-4-569-82717-9
  - 『社畜人ヤブー RETURNS』、2016年12月21日発売、ISBN 978-4-569-83233-3[2]
  - 『社畜人ヤブー 3rd Impact』、2017年10月23日発売、ISBN 978-4-569-83673-7[3]

## テレビドラマ
2025年4月4日から6月20日までBS松竹東急／松竹製作により、BS松竹東急新設のドラマ枠「金ドラ」枠で放送された。主演は新納慎也。

### キャスト

#### 主要人物
薮隣一郎（やぶ りんいちろう）
演 - 新納慎也
ウェルブラックコーポレーション営業部二課の部長。
倉良優一（くらよし ゆういち）
演 - 須賀健太
薮の部下。
高柳星翔（たかやなぎ しょうが）
演 - 髙松アロハ（超特急）
倉良の同期で新卒。
七瀬杏梨（ななせ あんり）
演 - 山口陽世（日向坂46）
営業部二課唯一の女子社員で、倉良と高柳の先輩。ドラマオリジナルキャラクター。

#### 周辺人物
只志野誠二（ただしの せいじ）
演 - 少路勇介
営業部三課の社員。
角田太（かくた ふとし）
演 - 須藤公一
営業部二課の社員。
逢坂智昭（おうさか ともあき）
演 - 宮崎秋人
営業部二課の社員。
黒園恒夫（くろぞの つねお）
演 - 春海四方
社長。
菰田吉蔵（こもだ きちぞう）
演 - 佐戸井けん太
営業部の部長。

### スタッフ
- 原作 - 那智泉見『社畜人ヤブー』（PHP研究所 刊）[4]
- 脚本 - 今西祐子、谷口恒平、藤田知多佳、生﨑文乃[4]
- 監督 - 西古屋竜太、富澤昭文、山下和徳[4]
- 音楽 - YoYo the "Pianoman"[4]
- 主題歌 - りぶ「プレイ」（フライングドッグ）[5]
- プロデューサー - 佐々木淳一（BS松竹東急）、松田裕佑（松竹）、吉廣円花（松竹）[4]
- 製作著作 - BS松竹東急／松竹[4]

### 放送日程
| 放送回 | 放送日  | サブタイトル | ラテ欄 | 脚本       | 監督       |
| ------ | ------- | ------------ | ------ | ---------- | ---------- |
| #1     | 4月04日 |              |        | 今西祐子   | 西古屋竜太 |
| #2     | 4月11日 |              |        | 谷口恒平   | 西古屋竜太 |
| #3     | 4月17日 |              |        | 藤田知多佳 | 富澤昭文   |
| #4     | 4月25日 |              |        | 生﨑文乃   | 富澤昭文   |
| #5     | 5月02日 |              |        | 谷口恒平   | 西古屋竜太 |
| #6     | 5月09日 |              |        | 今西祐子   | 西古屋竜太 |
| #7     | 5月16日 |              |        | 藤田知多佳 | 山下和徳   |
| #8     | 5月23日 |              |        | 生﨑文乃   | 山下和徳   |
| #9     | 5月30日 |              |        | 生﨑文乃   | 山下和徳   |
| #10    | 6月06日 |              |        | 今西祐子   | 富澤昭文   |
| #11    | 6月13日 |              |        | 藤田知多佳 | 富澤昭文   |
| #12    | 6月20日 |              |        | 生﨑文乃   | 西古屋竜太 |

### ネット配信
| 配信開始月 | 配信サイト | 配信料金     | 備考       |
| ---------- | ---------- | ------------ | ---------- |
| 2025年4月  | TVer       | 広告付き無料 | 見逃し配信 |
| 2025年4月  | DMM TV     | 定額制有料   | 見放題配信 |

| BS松竹東急 金曜ドラマ | BS松竹東急 金曜ドラマ                   | BS松竹東急 金曜ドラマ |
| 前番組                | 番組名                                  | 次番組                |
| --------------------- | --------------------------------------- | --------------------- |
| -                     | 社畜人ヤブー （2025年4月4日 - 6月20日） | -                     |